# روبرتو برونامونتي
روبرتو برونامونتي (بالإيطالية: Roberto Brunamonti) هو لاعب كرة سلة إيطالي سابق. مثّل منتخب بلاده. شارك في مسابقة كرة السلة في الألعاب الأولمبية الصيفية.

## الميداليات
| الميدالية | المسابقة                         |
| --------- | -------------------------------- |
| ذهبية     | بطولة أمم أوروبا لكرة السلة 1983 |
| برونزية   | بطولة أمم أوروبا لكرة السلة 1985 |
| فضية      | بطولة أمم أوروبا لكرة السلة 1991 |

## روابط خارجية
- روبرتو برونامونتي على موقع الاتحاد الدولي لكرة السلة (الإنجليزية)
- روبرتو برونامونتي على موقع ريلجم (الإنجليزية)
- روبرتو برونامونتي على موقع بروبوليرز (الإنجليزية)
- روبرتو برونامونتي على موقع سبورتس رفرنس (الإنجليزية)
- روبرتو برونامونتي على موقع اللجنة الأولمبية الدولية (الإنجليزية)
- روبرتو برونامونتي على موقع أوليمبيديا (الإنجليزية)
- روبرتو برونامونتي على موقع اللجنة الأولمبية الإيطالية (الإيطالية)